# K-вершинно-зв'язний граф
В теорії графів кажуть, що граф G з множиною вершин V(G) k-вершинно-зв'язний (або k-зв'язний), якщо граф залишається зв'язним після видалення менше ніж k вершин з графу. Інакше кажучи, граф k-зв'язний, якщо k — це розмір найменшої множини вершин, після видалення якої граф перестає бути зв'язним.
Тотожне визначення для графів з двома і більше вершинами таке, граф є k-зв'язним, якщо будь-які дві його вершини можуть бути сполучені через k незалежних шляхів; дивись теорему Менгера.
Хоча визначення в літературі тотожні для більшості графів вони несумісні, коли мова йде про повні графи Kn, він альтернативно вважається n-зв'язним, (n-1)-зв'язним або навіть нескінченно зв'язним.
1-вершинно-зв'язний граф називається зв'язним, а 2-вершинно-зв'язний граф називають двозв'язним.
Вершинна зв'язність або просто зв'язність, це найбільше k для якого граф є k-вершинно-зв'язним.
1-кістяк будь-якого k-вимірного опуклого політопа утворює k-вершинно-зв'язний граф.